# Чезаре Фаччіані
Чезаре Фаччіані (італ. Cesare Facciani, 5 лютого 1906 — 29 серпня 1938) — італійський велогонщик.
Олімпійський чемпіон 1928 року в командній гонці переслідування.